# Coupe de l'IHF masculine 1992-1993
Navigation
Coupe de l'IHF 1991-1992 Coupe de l'EHF 1993-1994
La Coupe de l'IHF masculine 1992-1993 est la 12e édition de la Coupe de l'IHF.  Il s'agit de la dernière édition organisée par la Fédération internationale de handball (IHF), la Fédération européenne de handball (EHF), créée en 1992, ayant la charge des éditions suivantes de la compétition sous le nom de Coupe de l'EHF puis de Ligue européenne.
29 clubs masculins de handball de fédérations européennes membres de l'IHF participent à la compétition en fonction de leurs résultats dans leur pays d'origine lors de la saison 1991-1992.
Elle est remportée par le club espagnol du GD TEKA Santander, vainqueur en finale du club allemand du TSV Bayer Dormagen.

## Présentation
En principe, les clubs vainqueurs de leur championnat national participent à la Coupe des clubs champions (C1) et ceux vainqueurs de leur coupe nationale participent à la Coupe des vainqueurs de coupe (C2).
Les clubs qui participent à cette compétition sont donc généralement ceux ayant terminé deuxième ou troisième de leur championnat national ou éventuellement les finalistes de leur coupe nationale.
Toutes les rencontres se déroulent en matchs aller-retour.
Trois clubs sont exemptés du tour préliminaire, en lien avec l'édition précédente :
- le SG Leutershausen, du fait de la victoire du SG Wallau-Massenheim,
- le SKA Minsk, en tant que finaliste,
- le GD TEKA Santander, du fait de la présence en demi-finale du CBM Alzira Avidesa , soit par tirage au sort, soit parce qu'il a été battu par le futur vainqueur.

## Résultats

### Tour préliminaire
| Équipe 1              | Score   | Équipe 2                  | Aller | Retour |
| --------------------- | ------- | ------------------------- | ----- | ------ |
| Kolkheti 91 Tbilissi  | 39 – 64 | CSKA Moscou               | 19-31 | 20-33  |
| Union beynoise        | 40 – 48 | ASKÖ Linde Linz           | 25-25 | 15-23  |
| RK Sirela Bjelovar    | 42 – 44 | HC Baník Karviná          | 26-22 | 16-22  |
| Tisza Volan SC Szeged | 42 – 43 | Steaua Bucarest           | 21-16 | 21-27  |
| RTV 1879 Bâle         | 40 – 38 | Vlug en Lenig             | 22-18 | 18-20  |
| Red Boys Differdange  | 42 – 59 | US Créteil                | 28-33 | 14-26  |
| FC Porto              | 41 – 38 | ASE Douka                 | 28-20 | 13-18  |
| Svitotekhnik Brovary  | 57 – 43 | Victoria Chișinău         | 31-23 | 26-20  |
| Pogoń Szczecin        | 38 – 41 | SAAB Linköping            | 19-21 | 19-20  |
| IL Runar              | 49 – 41 | Víkingur Reykjavik        | 23-14 | 26-27  |
| Docker Burgas         | 39 – 54 | Kolinska Slovan Ljubljana | 20-24 | 19-30  |
| Eskişehir ETİ Bisküvi | 41 – 42 | CC Ortigia Siracusa       | 21-19 | 20-23  |
| TSV Bayer Dormagen    | 56 – 34 | Hapoël Petah-Tikva        | 30-16 | 26-18  |

### Huitièmes de finale
| Équipe 1           | Score   | Équipe 2                  | Aller | Retour |
| ------------------ | ------- | ------------------------- | ----- | ------ |
| GD TEKA Santander  | 48 – 41 | CSKA Moscou               | 26-16 | 22-25  |
| HC Baník Karviná   | 36 – 40 | ASKÖ Linde Linz           | 24-17 | 12-23  |
| RTV 1879 Bâle      | 46 – 63 | Steaua Bucarest           | 29-28 | 17-35  |
| FC Porto           | 45 – 52 | US Créteil                | 23-25 | 22-27  |
| SAAB Linköping     | 41 – 38 | Svitotekhnik Brovary      | 24-18 | 17-20  |
| IL Runar           | 40 – 43 | SG Leutershausen          | 21-20 | 19-23  |
| SKA Minsk          | 38 – 37 | Kolinska Slovan Ljubljana | 24-20 | 14-17  |
| TSV Bayer Dormagen | 40 – 34 | CC Ortigia Siracusa       | 18-14 | 22-20  |

### Quarts de finale
| Équipe 1        | Score   | Équipe 2           | Aller | Retour |
| --------------- | ------- | ------------------ | ----- | ------ |
| ASKÖ Linde Linz | 41 – 52 | GD TEKA Santander  | 19-21 | 22-31  |
| US Créteil      | 42 – 51 | Steaua Bucarest    | 26-25 | 16-26  |
| SAAB Linköping  | 39 – 47 | SG Leutershausen   | 16-22 | 23-25  |
| SKA Minsk       | 48 – 58 | TSV Bayer Dormagen | 26-29 | 22-29  |

### Demi-finales
Les demi-finales sont prévues les week-ends du 24-25 avril (aller) et 1-2 mai (retour).
| Équipe 1           | Score   | Équipe 2          | Aller | Retour |
| ------------------ | ------- | ----------------- | ----- | ------ |
| Steaua Bucarest    | 41 – 57 | GD TEKA Santander | 16-26 | 25-31  |
| TSV Bayer Dormagen | 42 – 38 | SG Leutershausen  | 18-14 | 24-24  |

### Finale
| Équipe 1           | Score   | Équipe 2          | Aller | Retour |
| ------------------ | ------- | ----------------- | ----- | ------ |
| TSV Bayer Dormagen | 44 – 46 | GD TEKA Santander | 24-20 | 20-26  |

Le match aller, disputé à Leverkusen le 22 mai 1993 devant 1500 spectateurs, est remporté 24 à 20 par le TSV Bayer Dormagen :
- TSV Bayer Dormagen : Thiel ; Fitzek, Sproß (3), Kohlhaas (1), Springel (5 dont 3 pen.), Klemm (1), Dyllong, Handschke (2), Schmidt (5), Nowak (2), Scheuermann (5)
- Teka Santander : Olsson ; Cabanas (3), Garcia, Garralda (1), Douïchebaïev (3), Puig, Renones (2), Vidal (3 dont 3 pen.), Melo (1), Iakimovitch (7)
- arbitres : Schill et Rudin (Suède)

Lors du match retour, disputé à Santander le 30 mai 1993, le GD TEKA Santander s'impose 26 à 20 et devient le premier club espagnol à remporter la compétition, :
- Teka Santander : Iakimovitch (8)...
- TSV Bayer Dormagen : Andreas Thiel, Christopher Klemme ; Christian Fitzek, Joachim Sproß (3), Karsten Kohlhaas (3), Dieter Springel (2), Michael Klemm (4 dont 2 pen.), Klaus Dyllong, Maik Handschke (4), Matthias Schmidt (2), Norbert Nowak, Jörg Scheuermann (2).

## Les champions d'Europe
| Vainqueur de la Coupe de l'IHF 1992-1993 GD TEKA Santander 1er titre |

L'effectif du GD TEKA Santander était :
| Gardiens de but - Rony Herrera - Mats Olsson Pivots - Jaime Puig (de) - Luisón García | Arrières - Juan Francisco Muñoz Melo - Javier Reino - Chechu Fernández - Mateo Garralda - Mikhaïl Iakimovitch Demi-centres - Talant Douïchebaïev | Ailiers - Julián Ruiz - Javier Cabanas (es) - Paco Vidal - Rodrigo Reñones - A. Rico Entraîneur - Emilio Alonso Río (es) |